# 1827 en Italie
Chronologie de l'Italie
- 1823
- 1824
- 1825
- 1826
- 1827
- 1828
- 1829
- 1830
- 1831

## Événements
- Mars : les dernières troupes autrichiennes quittent Naples après cinq ans d’occupation. Le royaume de Naples est proche de la banqueroute[1].

## Culture

### Opéras créés en 1827
- 27 octobre : Il pirata (Le Pirate), opera seria en deux actes de Vincenzo Bellini, livret de Felice Romani[2], créé à La Scala de Milan, avec pour principaux interprètes Antonio Tamburini, Henriette Méric-Lalande et Giovanni Rubini[2].

## Naissances en 1827
- 9 février : Luigi Fontana, sculpteur, peintre et architecte. († 27 décembre 1908).
- 1er juin : Antonio Dugoni, peintre, spécialiste d'œuvres historiques, de retables et de portraits. († 9 juin 1874)
- 20 juin : Vincenzo Cabianca, peintre du mouvement des Macchiaioli. († 22 mars 1902).
- 28 octobre : Pietro Volpes, peintre néo-classique. († 8 mars 1924).
- 7 décembre : Teodoro Cottrau, compositeur et poète. († 30 mars 1879)

- Rodolfo Morgari, peintre de genre et de scènes historiques. († 1909).

## Décès en 1827
- 7 février : Giuseppe Velasco, 76 ans, peintre de la période néoclassique. (° 16 décembre 1750)
- 5 mars : Alessandro Volta, physicien et chimiste lombard, inventeur de la première pile électrique (° 18 février 1745).
- 10 septembre : Ugo Foscolo, 49 ans, écrivain et poète, membre de l'Académie des sciences de Turin. (° 6 février 1778)
- 13 décembre : Fabrizio Dionigi Ruffo, cardinal de la curie romaine (° 16 septembre 1744)

- Matteo Desiderato, peintre. (° 1750).